# Baldratia chiwensis
Baldratia chiwensis är en tvåvingeart som beskrevs av Fedotova 1994. Baldratia chiwensis ingår i släktet Baldratia och familjen gallmyggor.
Artens utbredningsområde är Turkmenistan. Inga underarter finns listade i Catalogue of Life.